# Amphora

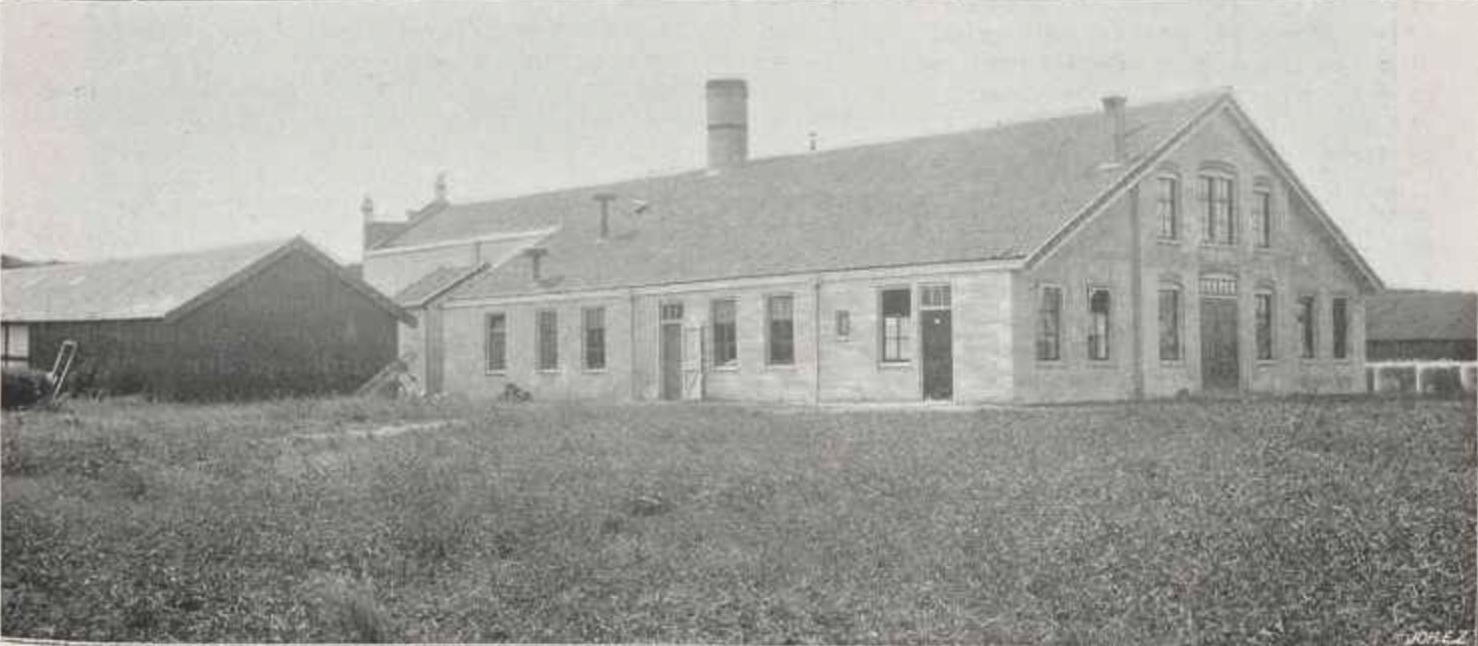
Fabriek van Amphora te Oegstgeest

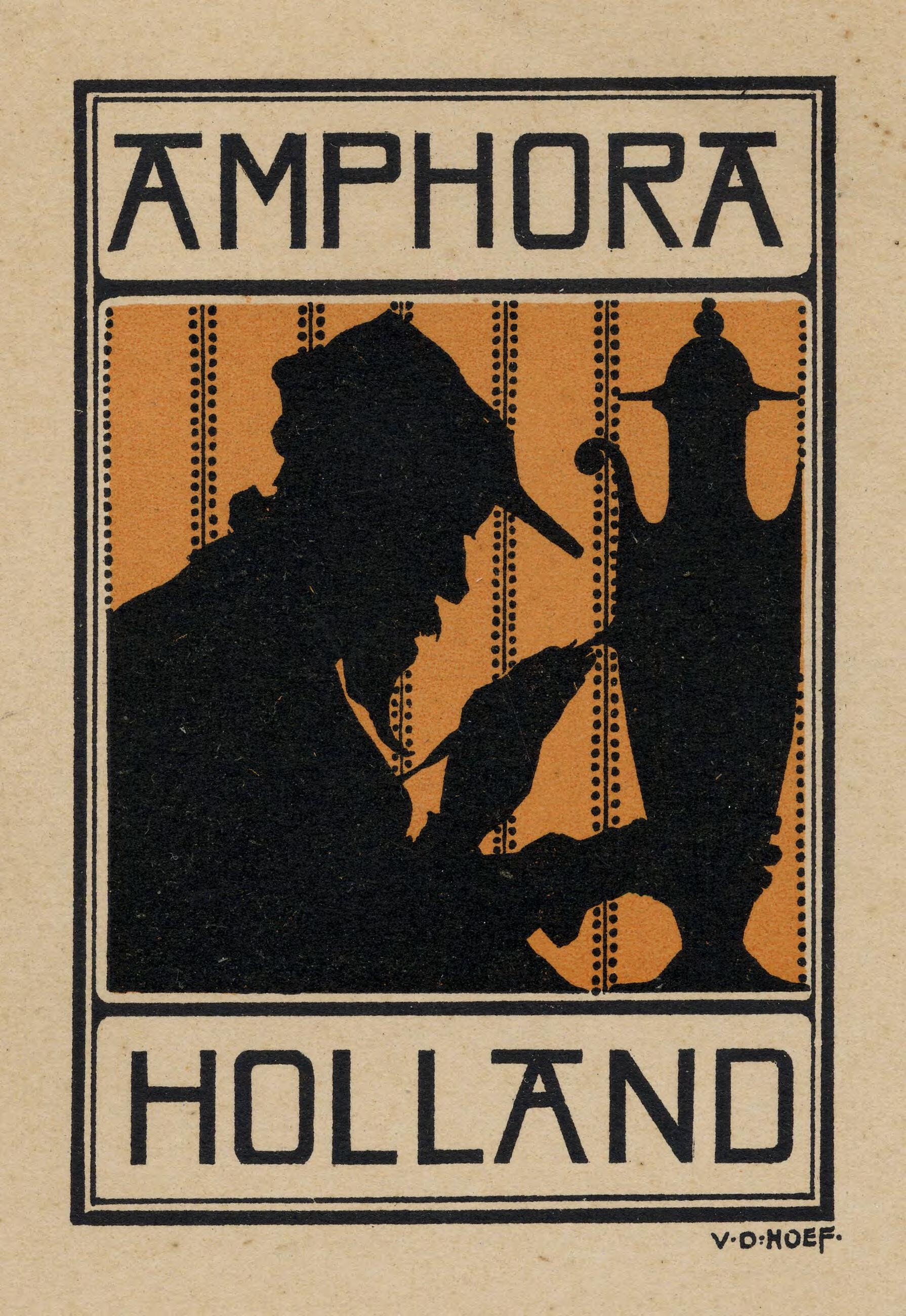
prentbriefkaart van Amphora

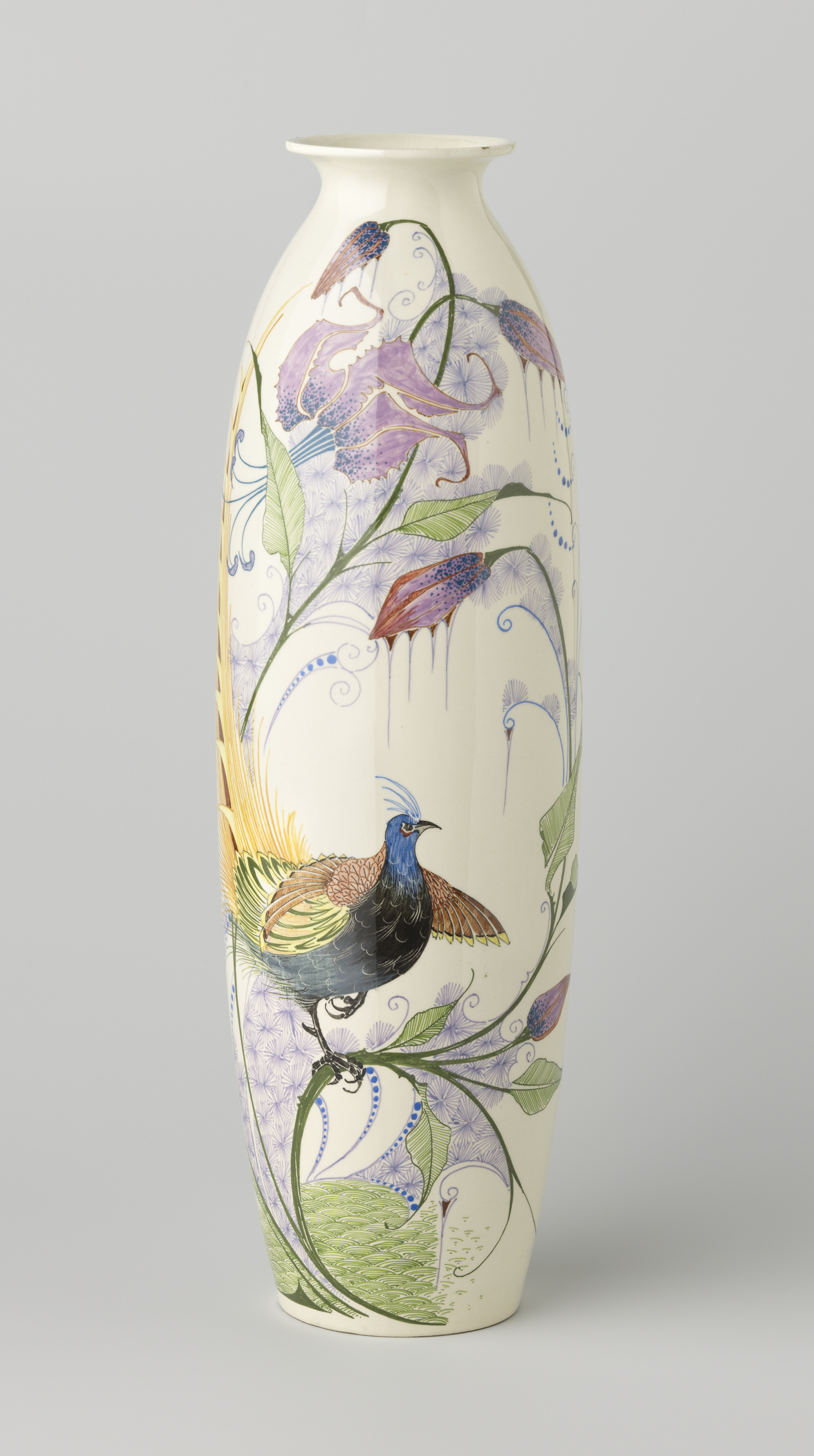
vaas beschilderd met een pauw op lelietakken

Tegel- en Fayencefabriek Amphora was een aardewerkfabriek in de Nederlandse gemeente Oegstgeest opgericht in 1908. De fabriek werd in 1933 gesloten.
De oprichting geschiedde door de heren van Sillevoldt en Perelaer. Zij werden onder andere bekend door een speciale glazuur die niet of nauwelijks craqueleerde. In de regio Holland-Rijnland werden langs de Oude Rijn kalkovens en plateelfabrieken opgericht die gebruikmaakten van de uit de omringende polders opgebaggerde klei, waarvan zij bakstenen, dakpannen en plateelproducten maakten. Nadat de Haagse fabriek Rozenburg failliet was gegaan, nam Amphora een deel van het onbewerkte materiaal over.
Chris van der Hoef maakte omstreeks 1908 een aantal belangrijke ontwerpen. Hij maakte ontwerpen met een eenvoudige geometrische decoratie verweven met lijnen en kleurvakjes in de zogenaamde jugendstil stijl. De beroemde plateelschilder Sam Schellink ging ook voor Amphora werken en beschilderde daar nog vele schitterende eierschaalporseleinen voorwerpen. Ook de kunstenaar Theodorus Verstraaten werkte voor het bedrijf. Pieter Groeneveldt en Chris Lebeau kregen er omstreeks 1923 draailessen van Gerrit de Blanken.

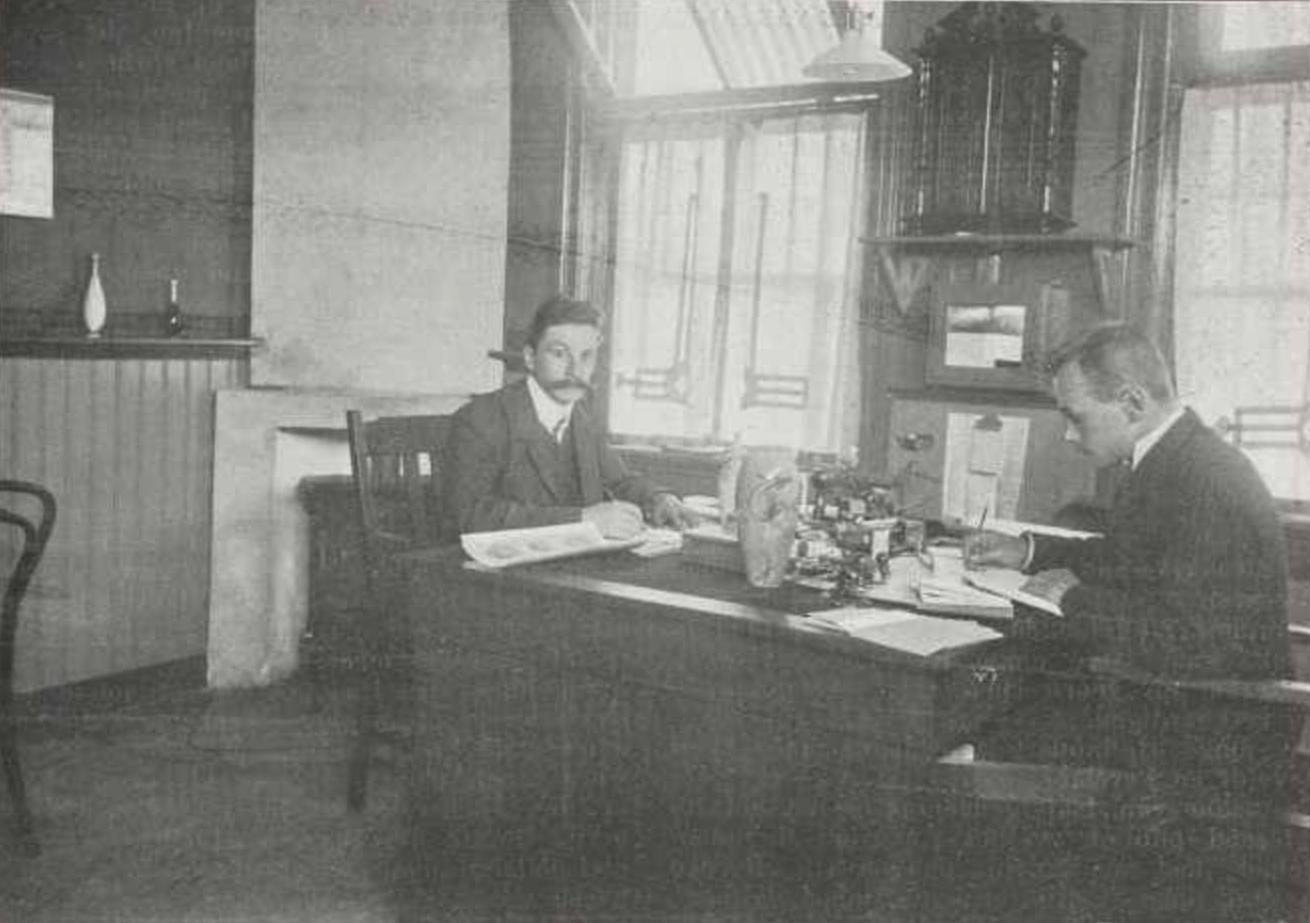
Kantoor, links van Sillevoldt, rechts Perelaer
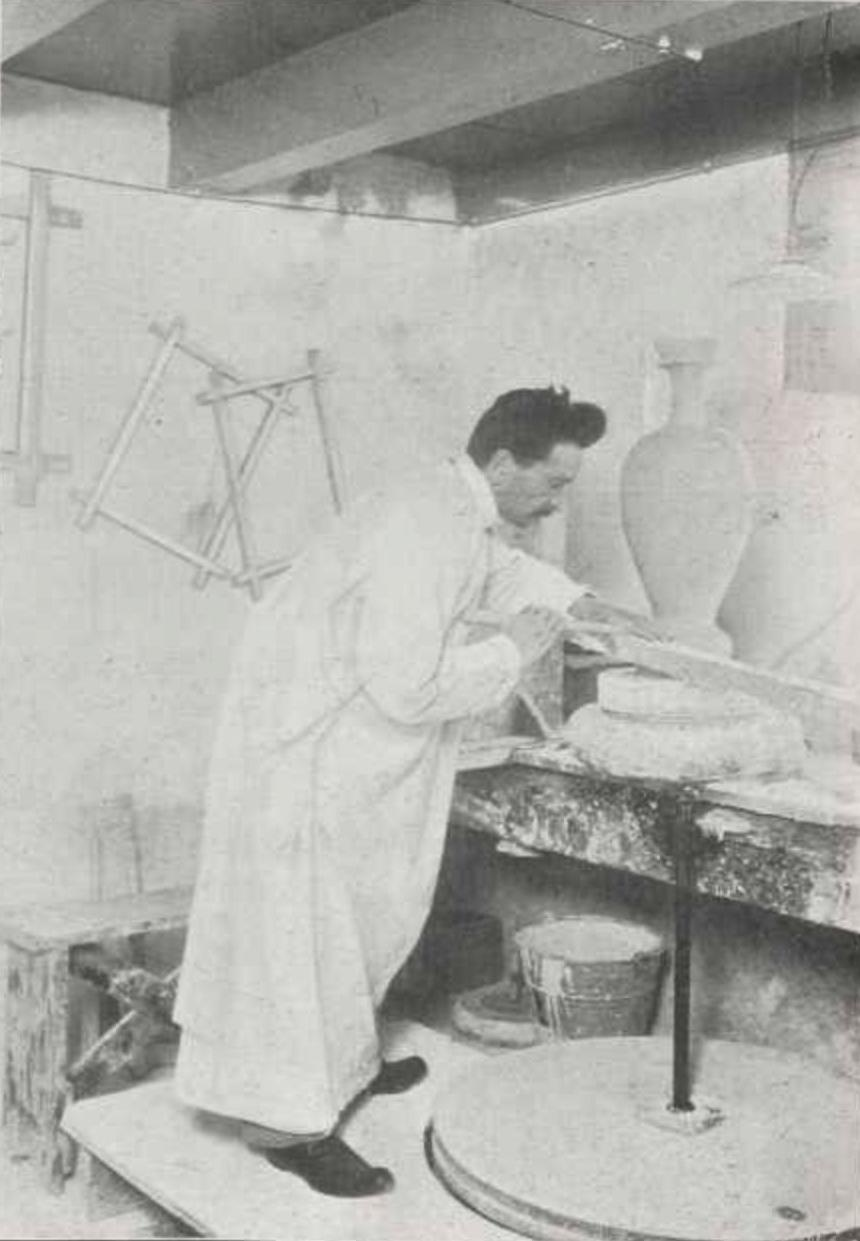
Modelmaker aan het werk
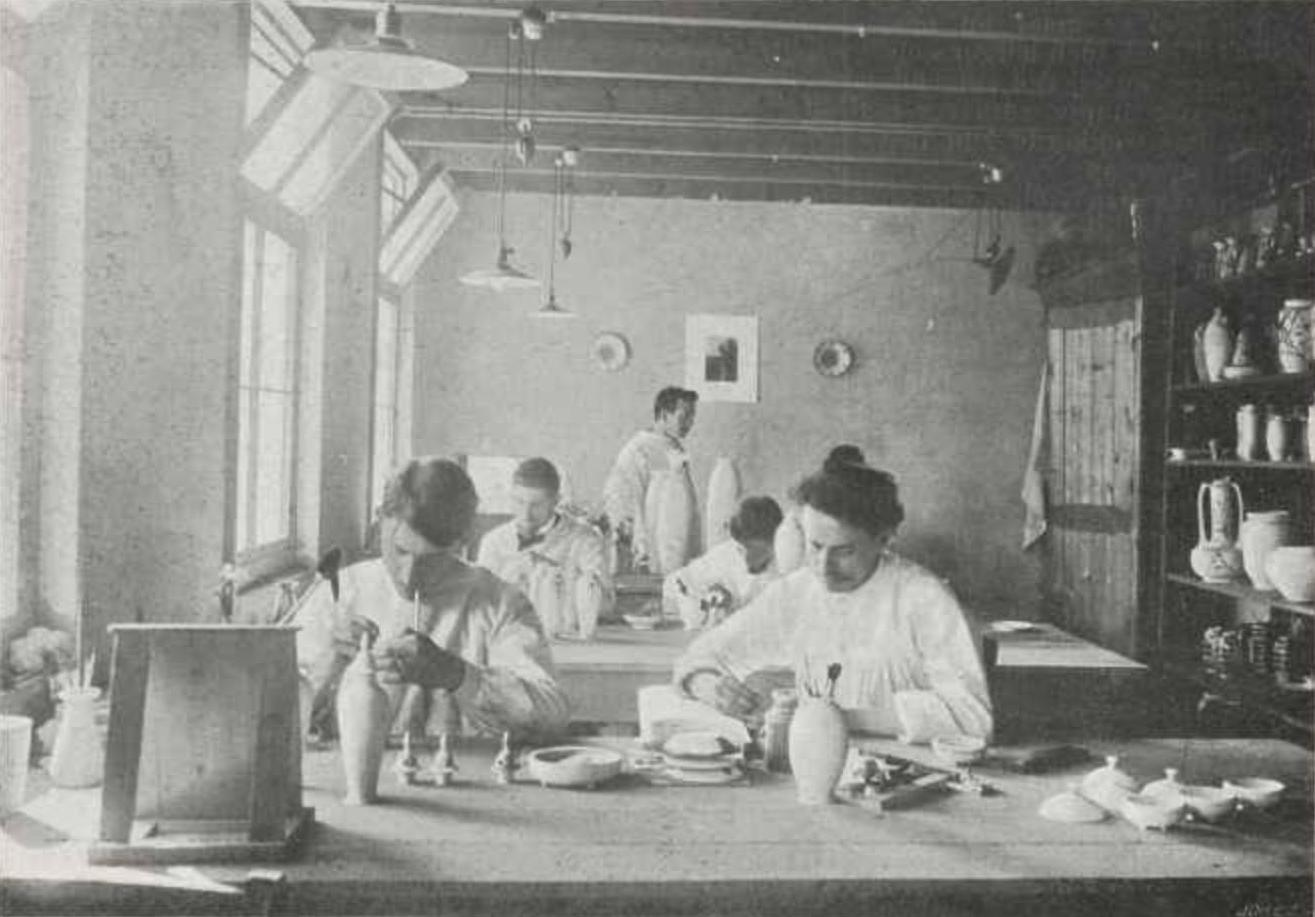
Het schildersatelier
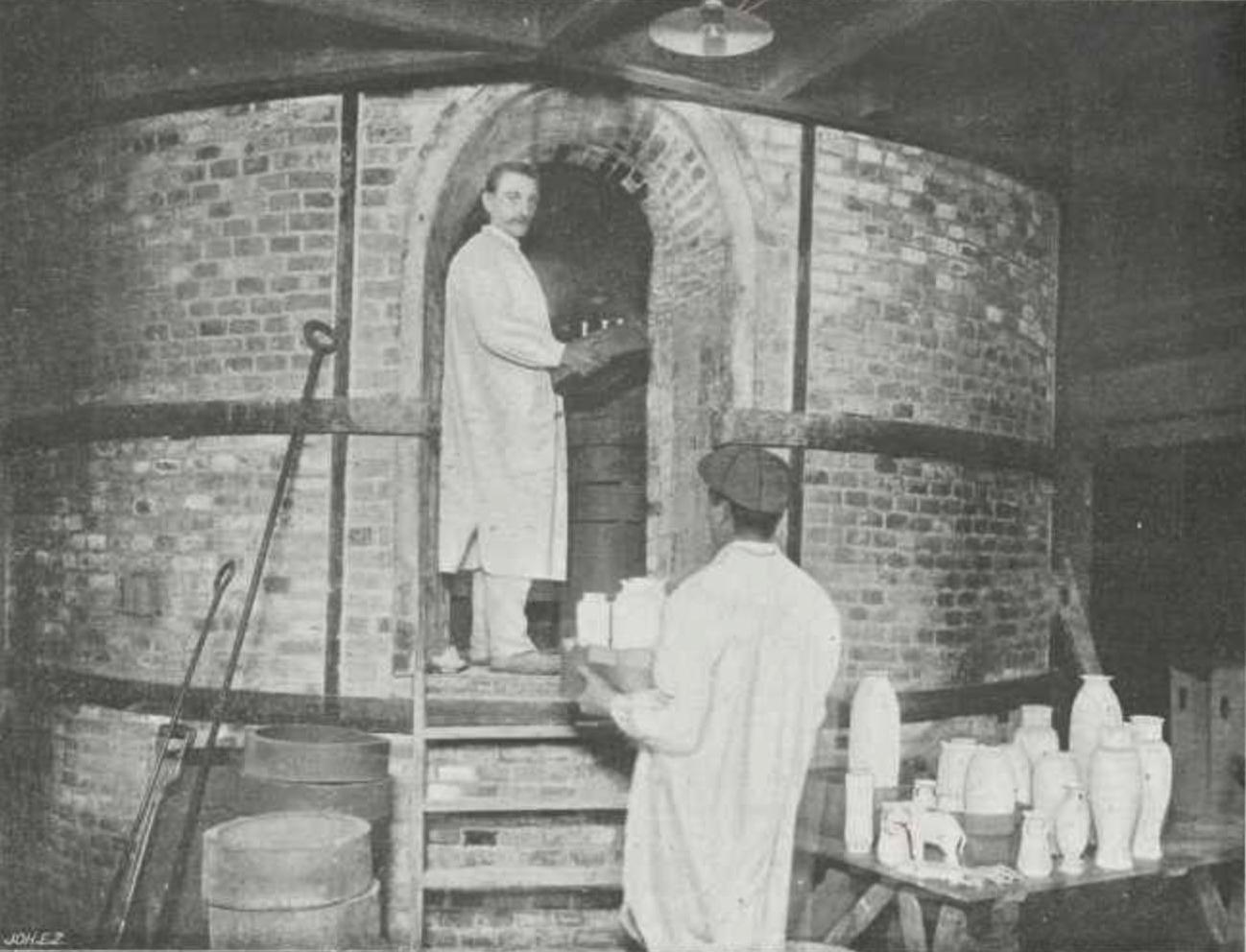
Het vullen van de oven